# João Propício Mena Barreto
João Propicio Mena Barreto, primer barón de São Gabriel (Rio Pardo, Río Grande del Sur, 5 de agosto de 1808 — São Gabriel, 9 de febrero de 1867), fue un militar brasileño.
Luchó en todas las guerras del sur de Brasil y los países platenses. Entre 1825 y 1828: la Guerra del Brasil, Guerra de los Farrapos, la Guerra Grande hasta la Cruzada Libertadora de 1863, cuando como comandante del ejército del sur conquistó la ciudad de Paysandú, y ocupó Montevideo al haberse ocurrido la dimisión de Atanasio Aguirre, después qué solicitó el despido por una enfermedad seria, y luego de eso se le concedió el grado de barón.
Concluida la guerra volvió a su hogar, São Gabriel, donde falleció poco tiempo después.